# Зубкевич, Ирина Борисовна
Ирина Борисовна Зубкевич (род. 11 декабря 1944 года в городе Могилёве Белорусской ССР, СССР) — российский юрист, сотрудник МВД СССР, политический деятель, депутат Государственной Думы ФС РФ первого созыва (1993—1995).

## Биография
Получила высшее образование в Харьковском юридическом институте. Работала в органах Министерства внутренних дел СССР.
В 1993 году была избрана депутатом Государственной думы Федерального Собрания Российской Федерации первого созыва. В Государственной думе была членом комитета по делам общественных объединений и религиозных организаций, входила в депутатскую группу «Россия».